# Виишоара (Таргу Тротуш)
Виишоара (рум. Viișoara) насеље је у Румунији у округу Бакау у општини Таргу Тротуш. Oпштина се налази на надморској висини од 258 m.

## Становништво
Према подацима из 2002. године у насељу је живело 1181 становника, од којих су сви румунске националности.